# Psaliodes vinosata
Psaliodes vinosata är en fjärilsart som beskrevs av W. Warren 1904. Psaliodes vinosata ingår i släktet Psaliodes och familjen mätare. Inga underarter finns listade i Catalogue of Life.